# Kallawaya
Kallawaya (též callahuaya, callawalla, callawayo) je minoritní jazyk bolivijských léčitelů. Pravděpodobně se jedná o kombinaci kečuánštiny a puquiny. Je používán pouze muži a je to tajný jazyk. Ti ho používají proto, aby si mohli sdělovat své zkušenosti bez toho, aby byly vyzrazeny. Tito lidé žijí v Bolívii poblíž jezera Titicaca. Jinak mluví španělsky, kečuánsky nebo ajmarsky.